# Păianjenul de aur
Păianjenul de aur (titlul original: în cehă Zlaty pavouk) este un film thriller dramatic cehoslovac, realizat în 1957 de regizorul Pavel Blumenfeld, protagoniști fiind actorii Robert Vrchota, Jana Brejchová, Josef Bek și Květa Fialová.

## Rezumat
Mai 1945. Un camion cu prizonieri eliberați dintr-un lagăr de concentrare ajunge într-un oraș din Boemia de Nord. Miroslav Hruška îl recunoaște pe prietenul său Oldřich Valta într-una dintre ele. Oameni SS înarmați se ascund printre prizonieri. Mașina se oprește, prizonierii se împrăștie când are loc o explozie. Hruška neutralizează soldații germani cu o grenadă. După ce unul dintre nemți este împușcat, un rucsac cu bijuterii de aur furate de la prizonieri este lăsat pe terenul abandonat. Hruška văzând rucsacul îl ia cu el. 
În 1948, este deja un stomatolog bogat, cu un cabinet de lux. Se căsătorește cu tânăra naivă Marie. O parte din aur este răscumpărată de la Hruška de către fostul muncitor Halouzka, care mai târziu este împușcat în timp ce încerca să treacă frontiera ilegal. Valta, acum anchetator SNB, sosește în oraș pentru a descoperi sursa aurului lui Halouzka. Spre surprinderea lui descoperă că urmele duc la prietenul său Miroslav Hruška. Marie a primit de la soțul ei un pandantiv de aur în formă de păianjen. Află de la prietenul soțului său că soția acestuia, care a murit într-un lagăr de concentrare, avea aceeași bijuterie. Marie îi spune acest lucru soțului ei Hruška și este surprinsă de reacția lui furioasă. Stomatologul încearcă să scape fugind, dar este prins și arestat.

## Distribuție
- Robert Vrchota – dentistul Miroslav Hruška
- Jana Brejchová – Marie, soția lui Hruška
- Josef Bek – Oldrich Valta - locotenent SNB[3]
- Oldřich Nový – barmanul Charlie
- Jarmila Kurandová – bunica Mariei
- Květa Fialová – Irena
- Rudolf Deyl – bătrânul VB, Čermák
- Martin Růžek – fostul muncitor de fabrică, Halouzka
- Walter Taub – dr. Fischer
- Gabriela Bártlová-Buddeusová – pacienta lui Hruska
- Vítězslav Černý – un cetățean
- Arnošt Faltýnek – unchiul Karel
- Anna Gabrielová – croitoreasă
- Věra Kalendová – asistenta medicală
- Bohuslav Ličman – un însoțitor SS din camion
- František Marek – un însoțitor SS cu rucsac
- Vladimír Majer – un însoțitor SS pe camion
- Rudolf Široký – un gardian la interogatoriu
- Jan Víšek – un gardian la interogatoriu